# デ・ハビランド・カナダ DHC-5

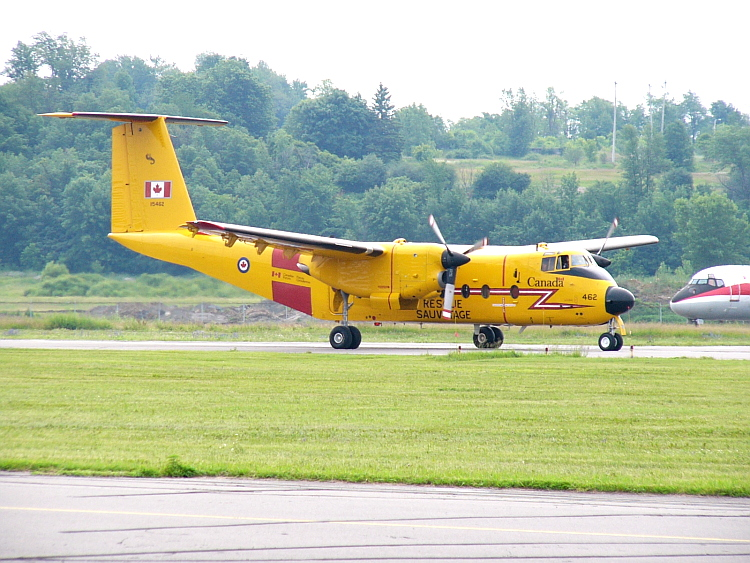
カナダ空軍のCC-115 バッファロー

デ・ハビランド・カナダ DHC-5 バッファロー(de Havilland Canada DHC-5 Buffalo)は、カナダのデ・ハビランド・カナダ（現ボンバルディア・エアロスペース）社が開発したSTOL輸送機。愛称のバッファローとはアメリカバイソンの俗称である。

## 概要
本機は、前作DHC-4 カリブーの設計を発展させ、胴体を大型化すると共にエンジンをターボプロップエンジンとしたものである。そのため、当初はカリブーIIと呼ばれていた。外見はカリブーに似ているが、尾翼がT字尾翼となっているため識別は容易である。このT字尾翼の採用により低速時の安定性が改善され、またターボプロップ化によりペイロードや速度性能も向上している。
輸送以外にも低速での安定性を生かし、カナダ軍では捜索救難機として使われている。

## 開発経緯

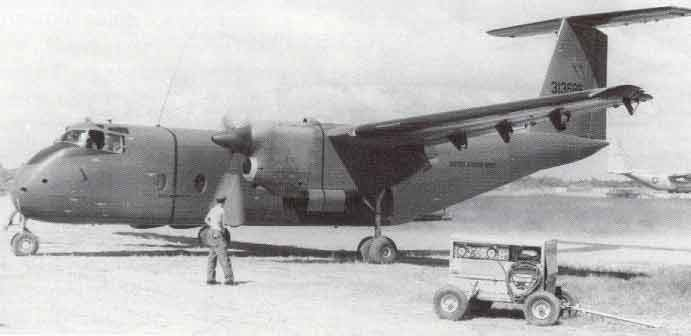
C-8A

カリブーの後継として、MGM-31 パーシングミサイルや105mm砲あるいは9トントラックといった機材を運ぶことができる輸送機というアメリカ陸軍の要求に合わせて開発され、評価用に発注された4機の内の初号機は1964年4月9日に初飛行した。このYAC-2は後にCV-7、さらにC-8と改称され評価試験が行われたが、結局アメリカ陸軍は採用しなかった。
しかし、カナダ空軍がこれを改良したDHC-5Aを15機採用したのを皮切りに、ブラジルとペルーからも発注を集めた。この発注分で生産は一旦終了したが、その後も需要が引き続き存在していたため、1970年代中盤から改良型DHC-5Dの生産を開始し、最終的に122機が生産された。現在、ボンバルディア社から製造権を取得したバイキング・エア社がDHC-5NGの名称で再生産を計画している。

## 派生型
DHC-5A
最初の量産型。エンジンはゼネラル・エレクトリック製CT64-810-1を搭載、ペイロードは6,279kg。カナダ空軍での呼称はCC-115。
DHC-5B
CT64-P4Cエンジンを搭載。計画のみ。
DHC-5C
ロールス・ロイス ダート RDa.12を搭載。計画のみ。
DHC-5D
改良型。エンジンをCT64-820-4に強化し、ペイロードが8,165kgに増加。
DHC-5E トランスポーター(Transporter)
民間向け。1981年に型式証明を取得したが、発注を得られず。

## 採用国

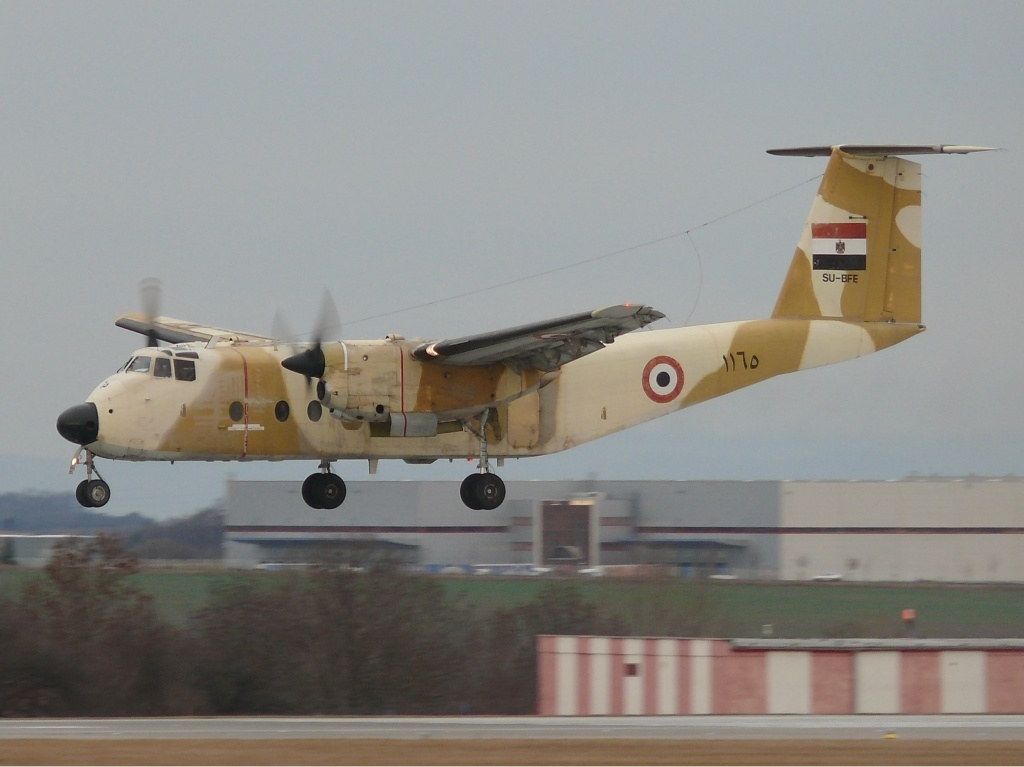
エジプト空軍のDHC-5D

アラブ首長国連邦（アブダビ）
 インドネシア
 エクアドル
 エチオピア
 エジプト
 オマーン
 カナダ
 カメルーン
 ケニア
ケニア空軍 - DHC-5D。退役済み。
 コンゴ民主共和国
 ザンビア
 スーダン
 タンザニア
タンザニア空軍 - 2024年時点で、3機のDHC-5Dを保有。
 チリ
 トーゴ
 ブラジル
 ペルー
 メキシコ
 モーリタニア

## 要目(DHC-5D)
- 全幅：29.26 m
- 全長：23.56 m
- 全高：8.75 m
- 翼面積：87.79 m2
- 空虚重量：11,412 kg
- 最大離陸重量：22,317 kg
- 最大速度：467 km/h（高度3,050 m）
- エンジン：GE CT64-820-4（2,336kW）2基
- 実用上昇限度：9,450 m
- 航続距離：1,112 km（最大ペイロード時）
- ペイロード：8,165 kg あるいは兵員41名または空挺隊員35名、または担架24床と6座席
- 乗員：3名